# Tom McIntosh
Tom McIntosh (6. února 1927 Baltimore, Maryland – 26. července 2017) byl americký jazzový pozounista, aranžér a hudební skladatel. Studoval na Peabody Conservatory, později hrál ve vojenské skupině a v roce 1958 získal diplom na Juilliard School. Během své kariéry spolupracoval s mnoha hudebníky, mezi které patří Reggie Workman, Shirley Scott, Oliver Nelson, Milt Jackson, Jimmy Heath nebo Dizzy Gillespie. Rovněž pracoval jako skladatel filmové hudby; složil hudbu k filmům, jako jsou například Na šikmé ploše (1973) nebo A Hero Ain't Nothin' but a Sandwich (1978). V roce 2008 získal ocenění NEA Jazz Masters.